# Bisdom Sigus
Het bisdom Sigus (Latijn: Dioecesis Siguitana seu Sigensis) was een 5e-eeuws bisdom in de Romeinse provincie Numidië in Noord-Afrika. Vanaf de 18e eeuw is het een titulair bisdom.

## Historiek
Sigus was een stad in Numidië, wat toen behoorde tot het West-Romeinse Rijk. Sigus lag dicht bij wat vandaag de stad Bordj-Ben-Zekri is in Algerije. Het bisdom in de stad Sigus werd opgericht in het begin van de 5e eeuw. Het bisdom kende 2 bisschoppen: Cresconius en Victorius. Cresconius was een donatisten-bisschop. Cresconius nam deel aan de conferentie van Carthago (410) waar Donatisten het onderspit delfden tegen de katholieken. De tweede en laatste bisschop van Sigo, Victorius, was een katholieke bisschop. Victorius behoorde tot de grote groep van bisschoppen die Hunerik, koning der Vandalen, in ballingschap stuurde. Het bisdom Sigus hield hiermee op te bestaan in het Vandalenrijk (484).

## Titulair bisdom
Vanaf de 18e eeuw verleent de rooms-katholieke kerk de titel van bisschop van Sigus als eretitel. Zo was Johannes ter Schure titulair bisschop van Sigus in de periode toen hij hulpbisschop was van Roermond (1984-1985).